# Limoneta
Limoneta Bosmans & Jocqué, 1983 è un genere di ragni appartenente alla famiglia Linyphiidae.

## Distribuzione
Le due specie oggi note di questo genere sono state rinvenute in Africa centrale (Camerun e Kenya) e meridionale (Sudafrica).

## Tassonomia
Dal 1983 non sono stati esaminati esemplari di questo genere.
A giugno 2012, si compone di due specie:
- Limoneta graminicola Bosmans & Jocqué, 1983[3] — Camerun
- Limoneta sirimoni (Bosmans, 1979) — Kenya, Sudafrica